# Unfabulous
Unfabulous (Supernatural en Latinoamérica y Una chica corriente en España) es una serie estadounidense de televisión para niños y adolescentes de Nickelodeon sobre una estudiante de secundaria  "común y corriente", interpretada por Emma Roberts. El espectáculo, que debutó en septiembre de 2004, fue uno de los programas más vistos en los Estados Unidos entre niños entre la edad de 9 y 15 años. Fue creado por Sue Rose, que antes creó la serie animada de televisión Angela Anaconda.
La tercera temporada fue la última, aunque Roberts indicó en el Chat de Celebrity MSN Live en noviembre de 2005 que habría al menos cuatro temporadas. También, tanto tv.com como imdb.com muestran una cuarta temporada, catalogando un episodio titulado "El final", donde Addie y sus amigos terminan el 8.º Grado. 
La canción del programa es realizada por Jill Sobule, que también escribe las canciones para la serie.

## Sinopsis
El personaje principal de Unfabulous es una adolescente llamada Addie Singer (Emma Roberts), a la cual le encanta escribir canciones sobre su vida en la secundaria. Sus mejores amigos son Geena Fabiano (Malese Jow), que está interesada en la moda y diseña su propia ropa, y el jugador de baloncesto de la escuela, y comprometido con el medio ambiente Zack Carter-Schwartz (Jordan Calloway). Todos ellos asisten a la escuela Secundaria Rocky Road, en una ciudad de la costa este en "Pinecrest, PA". El hermano mayor de Addie Ben (Tadhg Kelly) trabaja en "Juice!", un bar de batidos donde Addie y sus amigos suelen estar, después de la escuela.
A lo largo de la primera temporada, Addie se obsesiona con su amor por Jake Behari (Raja Fenske), el cual ya tiene una novia.
Para la mayoría de la segunda temporada, sin embargo, Addie está saliendo con Randy Klein (Evan Palmer). Terminan en el final de la temporada y Addie se da cuenta de que ella todavía, está enamorada de Jake. La película hecha para la televisión "Unfabulous: El momento perfecto", está centrada en la reunión de Addie y Jake, a pesar de Jake se ha ido para el resto del verano a Canadá.
En la tercera temporada, Addie y Jake finalmente empiezan a salir, y Geena y Zack comienza a tener sentimientos por el otro.

## Elenco

### Principales
- Emma Roberts como Addie Singer.
- Malese Jow como Geena Fabiano.

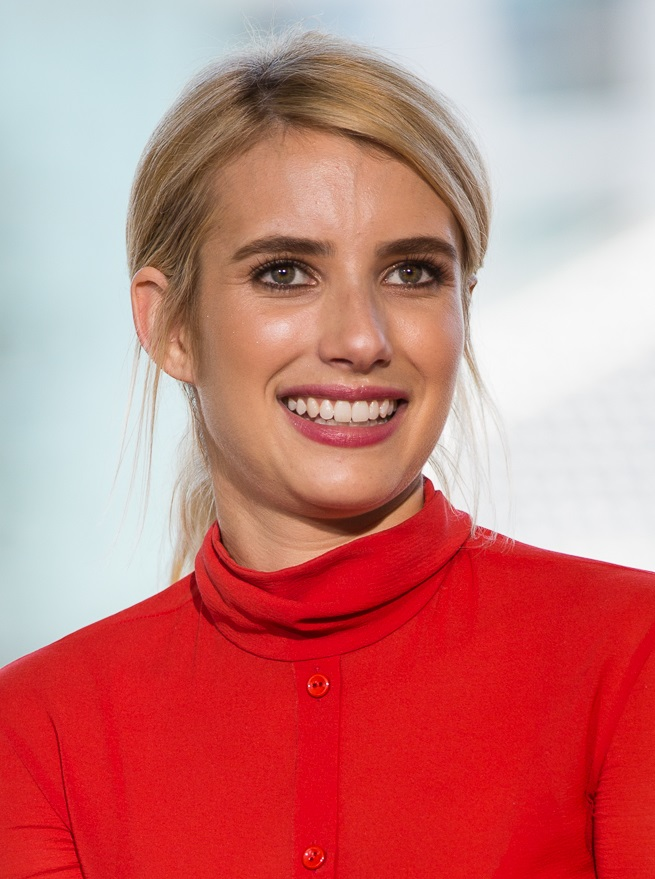
Emma Roberts, actriz que interpreta a Addie Singer de la serie.

- Jordan Calloway como Zack Carter-Schwartz.
- Tadhg Kelly como Ben Singer.
- Molly Hagan como Sue Singer.
- Markus Flanagan como Jeff Singer.
- Emma Degerstedt como Maris.
- Chelsea Tavares como Cranberry.

### Secundarios
- Dustin Ingram como Duane Oglivy.
- Mary Lou como Mary Ferry.
- Raja Fenske como Jake Behari.
- Bianca Collins como Patti Pérez.
- Sarah Hester como Jen Stevenson.
- Harry Perry III como Mike.
- Mildred Dumas como el director Brandywine.
- Evan Palmer como Randy Klein.
- Sean Whalen como el entrenador Pearson.
- Brandon Smith como Mario.
- Miracle Vincent como Ellie.
- Shawn McGill como Freddy.
- Carter Jenkins como Eli Pataki.
- Shanica Knowles como Vanessa.

## Episodios de Unfabulous
| Temporada | Temporada | Episodios | Inicio                   | Final                   |
| --------- | --------- | --------- | ------------------------ | ----------------------- |
|           | 1         | 13        | 8 de noviembre de 2004   | 25 de marzo de 2005     |
|           | 2         | 15        | 10 de septiembre de 2005 | 7 de octubre de 2006    |
|           | 3         | 13        | 10 de agosto de 2007     | 16 de diciembre de 2007 |

## Premios y nominaciones
| Año  | Premiación                   | Categoría                                                                             | Nominado | Resultado | Ref.          |
| ---- | ---------------------------- | ------------------------------------------------------------------------------------- | --- | --------- | ------------- |
| 2005 | Young Artist Awards          | Mejor Actuación en Una Serie de TV (Comedia o Drama) - Actriz Joven Protagónica       | Emma Roberts | Nominados | [ 1 ]         |
| 2005 | Young Artist Awards          | Mejor Actuación en Una Serie de televisión (Comedia o Drama) - Actor Joven Recurrente | Carter Jenkins | Nominados | [ 1 ]         |
| 2005 | Young Artist Awards          | Mejor Elenco Joven en Una Serie de TV                                                 | Jordan Calloway Bianca Collins Dustin Ingram Mary Lou Carter Jenkins Malese Jow Emma Roberts Brandon Smith Chelsea Tavares                 | Nominados | [ 1 ]         |
| 2005 | Teen Choice Awards           | Mejor Programa Revelación de TV                                                       | Unfabulous | Nominados | [ 2 ]         |
| 2005 | Teen Choice Awards           | Mejor Actuación Revelación en TV - Femenina                                           | Emma Roberts | Nominados | [ 2 ]         |
| 2005 | Kids Choice Awards Australia | Programa de TV Favorito                                                               | Unfabulous | Nominados | [ 3 ]         |
| 2005 | Kids Choice Awards Australia | Estrella Favorita                                                                     | Emma Roberts | Nominados | [ 3 ]         |
| 2005 | Casting Society of America   | Mejor Casting - Programa Infantil                                                     | Harriet Greenspan | Nominados | [ 4 ]         |
| 2006 | Young Artist Awards          | Mejor Elenco Joven en Una Serie de TV (Comedia o Drama)                               | Jordan Calloway Bianca Collins Emma Degerstedt Dustin Ingram Mary Lou Malese Jow Carter Jenkins Emma Roberts Brandon Smith Chelsea Tavares | Nominados | [ 5 ]         |
| 2006 | Casting Society of America   | Mejor Casting - Programa de TV Infantil                                               | Harriet Greenspan | Nominados | [ 4 ]         |
| 2007 | Young Artist Awards          | Mejor Actuación en Una Serie de TV (Comedia o Drama) - Actriz Joven Protagónica       | Emma Roberts | Nominados | [ 6 ]         |
| 2007 | Young Artist Awards          | Mejor Elenco Joven en Una Serie de TV (Comedia o Drama)                               | Jordan Calloway Malese Jow Emma Roberts Chelsea Tavares Emma Degerstedt Dustin Ingram Mary Lou                                             | Nominados | [ 6 ]         |
| 2007 | Young Artist Awards          | Mejor serie Familiar de Televisión (Comedia)                                          | Unfabulous | Nominados | [ 6 ]         |
| 2007 | Teen Choice Awards           | Mejor Actriz de TV: Comedia                                                           | Emma Roberts | Nominados | [ 7 ]         |
| 2007 | Kids Choice Awards           | Actriz de TV Favorita                                                                 | Emma Roberts | Nominados | [ 8 ] [ 9 ]   |
| 2007 | Kids Choice Awards Australia | Programa de Nick Favorito                                                             | Unfabulous | Nominados | [ 10 ] [ 11 ] |
| 2007 | Kids Choice Awards UK        | Mejor Actriz de TV                                                                    | Emma Roberts | Nominados | [ 12 ]        |
| 2007 | Casting Society of America   | Mejor Casting - Programa de TV Infantil                                               | Harriet Greenspan | Nominados | [ 13 ]        |
| 2008 | Young Artist Awards          | Mejor Actuación en Una Serie de TV - Actriz Joven Protagónica                         | Emma Roberts | Nominados | [ 14 ]        |
| 2008 | Young Artist Awards          | Mejor Actuación en Una Serie de TV - Actriz Joven de Reparto                          | Malese Jow | Nominados | [ 14 ]        |
| 2008 | Young Artist Awards          | Mejor Elenco Joven en Una Serie de TV                                                 | Jordan Calloway Bianca Collins Dustin Ingram Malese Jow Mary Lou Emma Roberts Chelsea Tavares                                              | Nominados | [ 14 ]        |
| 2008 | Kids Choice Awards           | Actriz de TV Favorita                                                                 | Emma Roberts | Nominados | [ 15 ] [ 16 ] |